# Ivyann Schwan
Ivyann Schwan (* 14. November 1983 in Seattle, Washington) ist eine US-amerikanische Schauspielerin und frühere Kinderdarstellerin, die durch die weibliche Hauptrolle der Trixie in dem Film Ein Satansbraten kommt selten allein bekannt wurde.
Von 1989 bis 1991 hatte sie eine wiederkehrende Rolle in der Fernsehserie Eine Wahnsinnsfamilie.

## Filmografie
- 1989–1991: Eine Wahnsinnsfamilie (Parenthood, Fernsehserie)
- 1991: Ein Satansbraten kommt selten allein (Problem Child 2)
- 1993: Bill Nye the Science Guy (Fernsehserie, Gastauftritt)